# كاترين بينيت (صحفية)
كاترين بينيت (بالإنجليزية: Catherine Bennett)‏ هي صحفية بريطانية، ولدت في 1956.